# Aleš Besta
Aleš Besta (Ostrava, 10 aprile 1983) è un ex calciatore ceco, di ruolo attaccante.

## Carriera

### Club

#### Baník Ostrava
Dopo aver trascorso per molti anni nelle giovanili del Baník Ostrava arriva nella rosa della principale squadra della sua città natale nel 2001. Rimane sino al 2003, giocando solo 11 incontri di campionato, quando il Baník lo gira in prestito allo Žilina in Slovacchia. Qui non trova spazio, giocando solo pochi incontri di Corgoň Liga, a gennaio passa al Matador Púchov rimanendo in Slovacchia. A fine stagione non vince nessun titolo, mentre a fine stagione lo Žilina avrebbe vinto campionato e Supercoppa. Il Baník nonostante le varie esperienze all'estero decide di non rinnovargli il contratto e lo lascia partire.

#### Brno, Slavia Praga e Górnik Zabrze
È acquistato nel 2005 dal Brno. Alla prima stagione con i biancorossi Besta trova la salvezza ma segna poche reti. La seconda annata è molto migliore e la squadra giunge al quinto posto in campionato grazie alle reti del duo d'attacco formato da Besta e da Luděk Zelenka. Nella stagione 2007-08 Besta raggiunge i vertici della classifica marcatori realizzando 7 reti e portando il Brno al quarto posto in campionato valido per l'accesso alla Coppa Intertoto anche se la squadra rifiuterà la partecipazione che andrà al Teplice. Besta in questa stagione dimostra le proprie potenzialità, essendo il miglior marcatore della propria squadra, viene notato ed acquistato dallo Slavia Praga che viene da una stagione positiva visto il terzo successo in campionato ai danni dei rivali granata. Dopo 8 presenze con la squadra praghense viene ceduto in prestito al Górnik Zabrze formazione polacca in cui milita tuttora.

### Nazionale
Dopo aver giocato in tutte le Nazionali minori dall'Under-15 all'Under-21, non è ancora stato chiamato in Nazionale maggiore. Nelle Nazionali minori ha complessivamente disputato 55 incontri siglando 7 goal.